# 乌雷亚德盖恩
乌雷亚德盖恩（西班牙語：Urrea de Gaén），是西班牙阿拉贡自治区特鲁埃尔省的一个市镇。总面积41平方公里，总人口582人（2001年），人口密度14人/平方公里。